# عملیات گراف
عملیات (روی) گراف‌(ها) گراف‌(های) جدیدی از گراف(های) اولیه تولید می‌کند.

## عملیات یگانی
حاصل عمل یگانی گراف، گراف جدیدی از گراف اولیه است.

## عملیات دوتایی
عمل دوتایی روی گراف‌هاست.
- اجتماع دو گراف: G1 ∪ G2 = (V1 ∪ V2, E1 ∪ E2)
- اشتراک دو گراف: G1 ∩ G2 = (V1 ∩ V2, E1 ∩ E2)